# Mercato ortofrutticolo di Novoli
Il Mercato ortofrutticolo di Novoli si trova nel viale Guidoni a Firenze, posto nell'omonimo quartiere nella parte nord-ovest della città, lungo l'asse viario che porta all'imbocco dell'Autostrada A11 e all'aeroporto. Si tratta del principale mercato all'ingrosso di generi alimentari della città.

## Storia
Le sue origini risalgono agli anni venti del XX secolo, quando l'amministrazione comunale si rese conto dell'insufficienza del vecchio mercato di Sant'Ambrogio, peraltro impossibile da ampliare perché in pieno centro cittadino.
Dopo alcuni anni di discussioni e dibattiti sul tema, il comune decise di costruire la nuova struttura solo nel 1937, in un'area periferica (quella di Novoli), annessa al comune di Firenze solo pochi anni prima (fino al 1928 aveva fatto parte di quello di Sesto Fiorentino) e ben servita sia dalla ferrovia che dalla allora nuovissima autostrada Firenze-Mare. I lavori iniziarono nella primavera del 1939 ma furono rallentati per l'ingresso dell'Italia nella seconda guerra mondiale (1940) e definitivamente sospesi nel febbraio 1944.
Durante la guerra e subito dopo i pochi edifici che erano stati costruiti furono occupati dagli sfollati e, passata l'emergenza, il comune di Firenze, all'epoca amministrato da Giorgio La Pira, decise di riprendere la costruzione della struttura ma con un nuovo progetto più ampio (1955-1958), opera dell'ingegnere Giulio Cesare Lensi Orlandi, autore anche del progetto dell'epoca fascista, in quanto tecnico comunale. All'inizio del 1956 i lavori del primo lotto vengono affidati all'impresa di Flavio Callisto Pontello. Il Mercato ortofrutticolo fu inaugurato il 18 settembre 1960 alla presenza dell'allora Presidente del Consiglio Amintore Fanfani.
Negli anni immediatamente successivi al 1980, l'importanza del mercato incrementò con l'istituzione del centro alimentare polivalente "Mercafir".

## Architettura

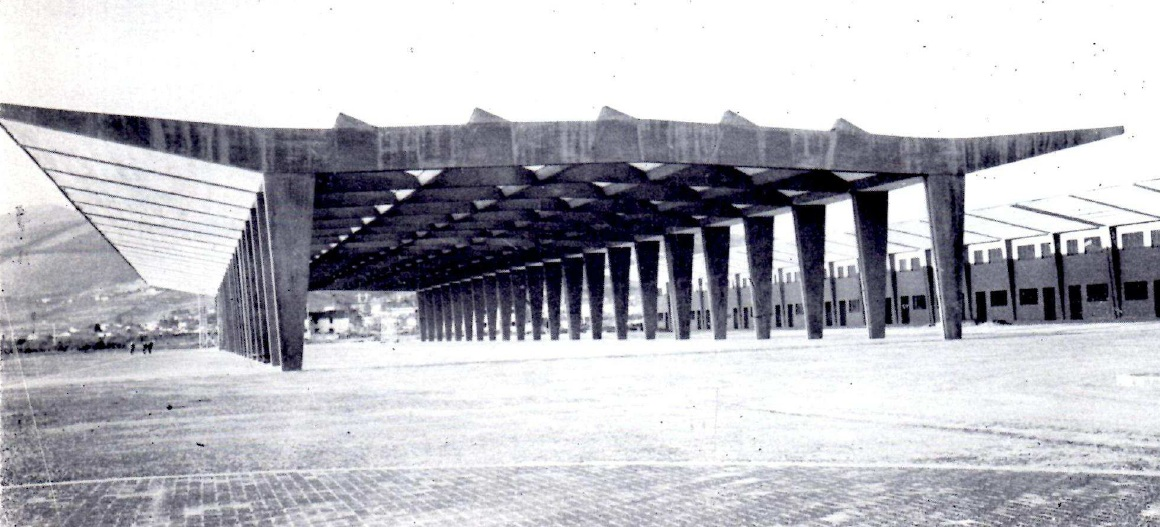
Tettoia dei Produttori

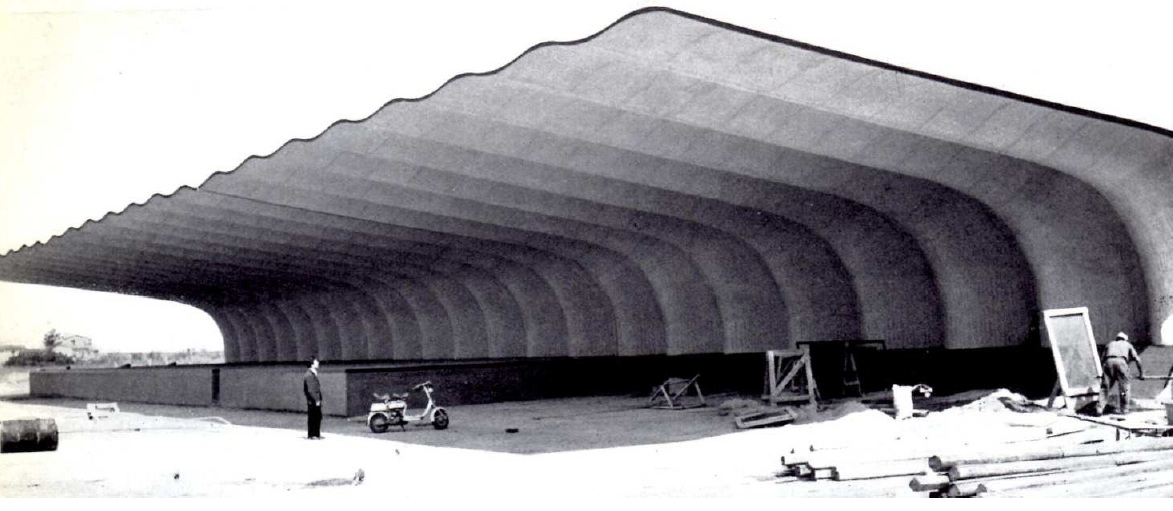
Pensilina di carico (oggi distrutta)

Il complesso fu progettato per essere dotato di particolari strutture con caratteristiche stilistiche innovative per l'epoca, realizzate dopo lo studio dei grandi mercati degli Stati Uniti e del Nordeuropa. Il padiglione centrale dispone di una tettoia, chiamata "Tettoia dei Produttori", che copre una superficie di circa 9.000 m² che lascia passare la luce, ma non i raggi solari, al fine di poter proteggere i produttori agricoli e i venditori dalla forte insolazione estiva.
Le "Pensiline gemelle", oggi distrutte insieme al "Padiglione dei produttori locali", erano destinate alla copertura delle attività di carico e scarico sugli automezzi e i convogli ferroviari provenienti dalla vicina stazione di Firenze Rifredi e furono realizzate in calcestruzzo pressato, con una struttura ad onde unica nel suo genere, avendo uno sbalzo di 13,25 metri e uno spessore variabile da 5 a 30 centimetri ad incastro.